# Округ Кроу Винг (Минесота)
Кроу Винг (енгл. Crow Wing County) је округ у америчкој савезној држави Минесота.

## Демографија
По попису из 2010. године број становника је 62.500, што је 7.401 (13,4%) становника више него 2000. године.
| Група             | 2000.          | 2010.          |
| Белци             | 53.580 (97,2%) | 59.979 (96,0%) |
| Афроамериканци    | 170 (0,3%)     | 313 (0,5%)     |
| Азијати           | 152 (0,3%)     | 232 (0,4%)     |
| Хиспаноамериканци | 381 (0,7%)     | 652 (1,0%)     |
| Укупно            | 55.099         | 62.500         |